# Cícero Dantas
Cícero Dantas là một đô thị thuộc bang Bahia, Brasil. Đô thị này có diện tích 658,94 km², dân số năm 2007 là 30976 người, mật độ 47,01 người/km².